# Circondario di Tirschenreuth
Il circondario di Tirschenreuth è uno dei circondari dello stato tedesco della Baviera.
Fa parte del distretto governativo dell'Alto Palatinato.

## Città e comuni
(Abitanti al 31 dicembre 2023)
| Comuni del circondario | Città 1. Bärnau (3 077) 2. Erbendorf (5 088) 3. Kemnath (5 714) 4. Mitterteich (6 644) 5. Tirschenreuth (8 580) 6. Waldershof (4 233) 7. Waldsassen (6 666) | Comuni 1. Brand (1 151) 2. Ebnath (1 270) 3. Falkenberg (918) 4. Friedenfels (1 195) 5. Fuchsmühl (1 540) 6. Immenreuth (1 895) 7. Kastl (1 441) 8. Konnersreuth (1 868) 9. Krummennaab (1 432) 10. Kulmain (2 260) 11. Leonberg (1 039) 12. Mähring (1 726) 13. Neualbenreuth (1 372) 14. Neusorg (1 939) 15. Pechbrunn (1 311) 16. Plößberg (3 127) 17. Pullenreuth (1 593) 18. Reuth b.Erbendorf (1 093) 19. Wiesau (3 975) |